# Međurić
Međurić es una localidad de Croacia en el ejido de la ciudad de Kutina, condado de Sisak-Moslavina.

## Geografía
Se encuentra a una altitud de 115 m s. n. m. a 96,4 km de la capital nacional, Zagreb.

## Demografía
En el censo 2011, el total de población de la localidad fue de 484 habitantes.
| Gráfica de población de Međurić 1857-2011                           |
|                                                                     |
| Según los censos de población de la oficina estadística de Croacia. |